# Länsväg 259
De Zweedse weg 259 (Zweeds: Länsväg 259) is een provinciale weg in de provincie Stockholms län in Zweden en is circa 24 kilometer lang.

## Plaatsen langs de weg
- Handen
- Jordbro
- Huddinge
- Botkyrka

## Knooppunten
- Riksväg 73 en Länsväg 227 bij Handen/Jordbro (begin)
- Länsväg 226: gezamenlijk tracé, bij Huddinge
- E4/E20 bij Botkyrka (einde)